# 兵頭秀明
兵頭 秀明（ひょうどう ひであき、1月28日 - ）は、日本の男優。

## 人物
ホリプロ・インプルーブメント・アカデミー所属。
趣味
プラモデル、絵を描くこと。
特技
ビートボックス。
特徴
「かわいい系、多才・マルチも持ち味の子役」と紹介されている。

## 出演作品

### テレビドラマ
- 今からあなたを脅迫します（2017年）
- デイジー・ラック（2018年）
- 最後の同窓会（2018年）
- 奥様は、取り扱い注意（NTV） - いじめっ子 役

### テレビ番組
- エイゴビート第1シリーズ（NHKEテレ） - 飯島イチ（DJビッグワン）役[注釈 3][注釈 4]
- コロコロアニマルABC@きんてれ おとぎばなし（声の出演）

### CM
- アサヒ・WONDAカフェオレ
- 花王
- JAバンク
- 永谷園
- 日本民間放送連盟
- ラウンドワン

### WEB CM
- 牛角
- 日清・焼そばU.F.O.